# Perfuzie

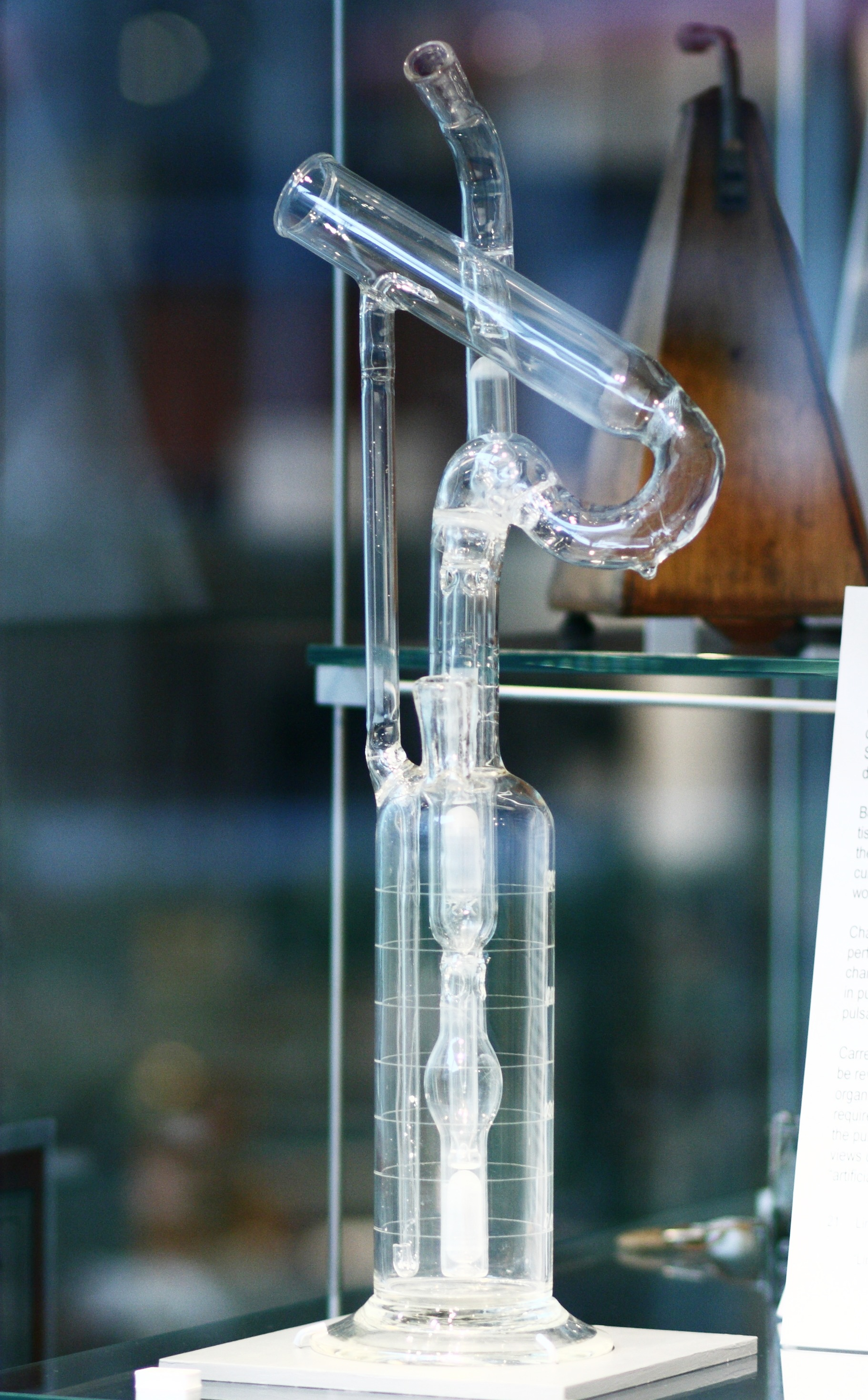
Instalaţie de perfuzie de tip Lindbergh, utilizată la începutul secolului al XX-lea

Perfuzia este o metodă de tratament utilizată în terapeutica medico-chirurgicală și constă introducerea, în organismul unui pacient, a unei cantități de sânge sau de diferite soluții medicamentoase, în sistemul vascular, în scop terapeutic.
Se efectuează cu ajutorul unor aparaturi speciale, într-un ritm lent (picătură cu picătură), pentru a nu dezechilibra mecanismele de reglare, tensiunea arterială sau schimburile de apă și săruri minerale dintre sânge și țesuturi.
Se utilizează în special în cazurile de hemoragie, pierderi mari de lichide, comă diabetică, astm bronșic, infarct miocardic.
Acest articol conține text din Dicționarul enciclopedic român (1962-1966), aflat acum în domeniul public.